# Sandiganbayan
De Sandiganbayan is een speciale rechtbank ten behoeve van de bestrijding van corruptie binnen de Filipijnse overheid die is ingesteld ten tijde van president Ferdinand Marcos. De rechtbank staat op gelijk niveau met het Hof van beroep en is samengesteld uit 14 rechters en een opperrechter. De rechtbank bevindt zich in het Centennial Building in Quezon City in Metro Manila.